# Peter Panton
Peter Panton (* 3. Juni 1932) ist ein ehemaliger australischer Radrennfahrer und nationaler Meister im Radsport.

## Sportliche Laufbahn
Als Amateur gewann er 1955 und 1957 eine Etappe der Tour of Tasmania, 1956 wurde er Zweiter des Etappenrennens Herald Sun Tour.
Von 1956 bis 1964 war er als Berufsfahrer aktiv. 1959 bis 1961 gewann er den nationalen Titel in der Einerverfolgung. Im Straßenrennen wurde er 1958 Vize-Meister hinter Russell Mockridge. 1959 und 1960 gewann er die Herald Sun Tour. 1958, 1959 und 1963 siegte er in der Tour of Tasmania. 1963 wurde er Zweiter in der Herald Sun Tour. 
Panton bestritt auch Sechstagerennen. 1959 siegte er in Sydney mit Sydney Patterson als Partner. 1961 gewann er in Perth mit Klaus Stiefler sowie 1964 in Launceston (Tasmanien) mit Bill Lawrie. 1959 wurde er Radsportler des Jahres in Australien.